# Bitva na řece Allia a vyplenění Říma
Bitva na řece Allia se odehrála zřejmě roku 390 př. n. l. mezi galským kmeny Senony, Arverny aj. a Římskou republikou u soutoku řek Tibera a Allia, 11 římských mil (16 km) severně od Říma. Římané byli poraženi a Senoni následně vyplenili Řím.

## Datum bitvy
Datum 390 př. n. l. je založené na popisu bitvy římským historikem Liviem a římském datovacím systému Varroniánské chronologie. Starověký řecký historik Polybius, který používal řecký datovací systém, odvodil datum bitvy mezi roky 387 a 386 př. n. l. Plútarchos napsal, že bitva proběhla těsně po letním slunovratu, když byl měsíc téměř v úplňku, o něco více než 360 let od založení Říma. To by bylo krátce po roce 393 př. n. l. Tacitus napsal, že bitva proběhla před 15. srpnem římské datace, což odpovídá 18. červenci.

## Předehra
Galské kmeny Senonů a Arvernů následovaly příklad několika dalších galských kmenů a z přelidněné Galie se odebraly do pádské nížiny, kde dříve dominovali Etruskové, v té době již oslabení římskými výboji. Protože levobřežní Padánie byla již obsazena jejich galskými předchůdci, přešli Senoni s Arverny a dalšími kmeny řeku Pád a následně postupovali na jih a oblehli město Clusium (dnes Chiusi).
Clusijané požádali o pomoc Řím. Římané vyslali ke Galům vyslance. Podle Tita Livia byli římskými vyslanci tři synové Marka Fabia Ambusta z mocné patricijské rodiny. Ti byli spíše stateční než moudří. Vyzvali Galy, aby jejich spojence a přátele nechali být, jinak by došlo na válečné akce. Galové, dosud Římanů neznalí, by nebyli proti, pokud by jim byla přenechána půda, kterou Galové potřebují a kterou Klusijští neobdělávají. Římští vyslanci to odmítli a vášně poněkud vzkypěly. Následné bitky se zúčastnili i Fabiové a Quintus Fabius dokonce probodl jednoho z galských náčelníků, což bylo a je hrubé porušení přirozeného zvykového práva – chování vyslanců, a tedy „casus belli“.
Po tomto incidentu došlo k diplomatickému jednání mezi Římem a Galy, kteří žádali nápravu. Římský senát jejich požadavky odmítl. Mnoho Římanů s tím nesouhlasilo: požadovali při věhlasném římském smyslu pro dodržování práva vydání provinilého vyslance Galům. Ono odmítnutí vyprovokovalo trestnou výpravu Galů vedenou Brennem.

## Bitva nařece Allia
Nejednota v názoru na spravedlnost války, rychlá reakce Galů a římská nepřipravenost vedla k tomu, že nastoupilo šest neúplných legií – tehdy jen milicí (neprofesionálních nepříliš dobře vycvičených vojáků). Bitva proběhla 18. července, který potom vstoupil do římských dějin jako „dies ater“ (černý den), na břehu řeky Allia, nedaleko jejího ústí do Tibery (asi 16 a 1/4 km od Říma). Vojenští tribuni nevybrali předem umístění tábora a ani nezbudovali násep, za nějž by vojáci mohli v případě potřeby ustoupit. Rovněž opomněli zpytovat vůli bohů a obětovat jim.
Galů byla přesila. Vojenští tribuni roztáhli formaci, aby nemohli být obklíčeni. Zálohu umístili na vyvýšeninu vpravo. Brennus se napřed vrhl na římskou zálohu a přestože měla výhodu terénu, bylo jí to málo platné. Lehce vystrojená a vyzbrojená křídla byla zahnána. Skoro celé levé křídlo, které se dalo na rychlý útěk, bylo na břehu Tibery nepřítelem pobito nebo se utopilo. Přeživší Římané – a bylo jich hodně – uprchli hlavně do Vejí, ale ani nedali vědět, v jakém stavu jsou a kde.

## Zmatek pobitvě
Jen zbytek pravého křídla armády se v panice vrátil do Říma, kde jeho vojáci ani nezavřeli brány a utekli na opevněný Capitol (jeden z římských pahorků) – 45 m nad mořem. V jeho severní části byl hrad (citadela – tvrz – pevnost) 48 m nad mořem (kdežto Řím jen 20 m nad mořem) rozloha onoho hradu byla jen asi hektar. Tam se také stáhla část z bojeschopných mužů, kteří v Římě zrovna byli, i s rodinami a zásobami, a vedení státu. Většina ostatních se zachránila ve městech v okolí, hlavně v Caere (dnes Cerveteri), kam byla dopravena i většina bohoslužebných předmětů, které nebyly na Capitolu. Galové ještě večer přitáhli k městu a zmateně se před ním utábořili. Následujícího jitra do něj vtáhli.

## Obsazení Říma, obležení Capitolu avyplenění Říma
Město vypadalo opuštěně. Tenkrát ještě neexistoval pojem Otevřené město a Galové nevěděli co dělat: staří Římané zůstali ve svých domech a oblékli se do svátečního. Řada starých patriciů se tak odebrala do chrámů. Hádka v něm mezi Marcem Papiriem a galským válečníkem, který mu sahal na vousy, byla podnětem k vraždění a začátku plenění Říma: co mělo nějakou cenu a šlo odnést Galové odnesli, co šlo zkonsumovat zkonsumovali – zbytek zničili a postupně pálili, což v tehdy převážně dřevěném městě znamenalo jeho úplnou zkázu, aby obležené na Capitolu demoralisovali a přiměli je ke kapitulaci. Při jednom kontaktu Římanů, kteří se začali organizovat v okolních městech, se senátem, si asi obléhatelé všimli, že se na strmý Capitol dá vylézt, a tak to jedné noci zkusili také. Stráže ani psi si ničeho nevšimli. Jen Junoniny posvátné husy daly vědět a vzburcovaly obránce. Galům se už okupace Říma zajídala, prostředí a klima jim nesvědčilo – vypukly mezi nimi nemoci. Při shánění potravy mívali ztráty.

## Vae victis
Galové nabídli, že za výkupné Řím vyklidí. Vyhladovělí Římané souhlasili. Cena byla sjednána na tisíc liber zlata. Galové při vážení použili těžší závaží. Když proti tomu vojenský tribun Quintus Sulpicius protestoval, přihodil galský náčelník Brennus k závažím ještě svůj meč se slovy Vae victis, což znamená „běda poraženým“.

## Konsolidace
Ještě v době obležení Capitolu byl ustanoven diktátorem Marcus Furius Camillus. Organizoval obranu, přemluvil Římany, aby se neodstěhovali do Vejí a celkově se přičinil, až na urbanistickou chaotičnost, o obnovu Říma – města i moci státu. Byl potom zván „druhým zakladatelem města”.

## Pochybnosti
Často se pochybuje, že by se obránci Capitolu nevzdali a že by Camillus zabránil zaplacení výkupného a pobil z Říma odešlé Galy a sebral jim jejich kořist. Domněnkou potom je, že buď Livius nebo jeho zdroje si trochu historii přikrášlili.